# Politique étrangère de la Corée du Sud
La politique étrangère de la Corée du Sud est dominée par la diplomatie avec la Corée du Nord, la Chine, le Japon et les États-Unis ; elle est dirigée par le gouvernement et par le ministère des Affaires étrangères.

## Vue d'ensemble
La constitution de la VIe République est dévolue à la conduite des affaires étrangères dans la présidence et le Conseil d'État, sous réserve de l'approbation de l'Assemblée nationale. Le président et le Conseil d'État, par l'intermédiaire du Premier ministre et le ministre des Affaires étrangères, font des rapports périodiques sur les relations étrangères à l'Assemblée législative. Le président reçoit ou envoie des émissaires sans confirmation législative. Toutefois, les traités doivent recevoir une autorisation législative. Les déclarations de guerre, l'envoi de troupes à l'étranger et le stationnement de troupes étrangères au sein des frontières nationales sont également soumis à l'approbation législative (article 60 de la Constitution).
L'Assemblée nationale dispose d'un Comité des affaires étrangères permanent. Constitutionnellement, les principaux objectifs de politique étrangère sont établis par le président. Les conseillers en chef de la politique étrangère au sein du Conseil d'État sont le Premier ministre, qui dirige le cabinet et le ministre des Affaires étrangères. Le président est assisté par le Conseil de sécurité nationale dans la formulation et l'exécution des politiques étrangères, militaires et domestiques liées à la sécurité nationale avant leur délibération par le Conseil d'État (article 91).
En août 1991, la Corée du Sud a rejoint l'Organisation des Nations unies. Les États-Unis et la Corée du Sud sont alliés depuis 1954 par le traité de défense mutuelle. La Corée du Sud et le Japon se coordonnent étroitement sur de nombreuses questions, y compris sur la politique nord-coréenne. Par ailleurs, la Corée du Sud a également accueilli des événements internationaux majeurs comme les Jeux olympiques d'été de 1988, la coupe du monde de football 2002 et les Jeux olympiques d'hiver de 2018.

## Relations par pays

### Relations avec la Corée du Nord
Dès leur fondation, les deux régimes du Nord et du Sud ont déclaré représenter l'ensemble de la Corée. Au Sud, la Corée du Nord reste toujours officiellement désignée comme la « province du nord ». Le terme de « Corée » se traduit d'ailleurs différemment dans le nom officiel de chacun des deux États. La guerre de Corée est souvent analysée comme un conflit fratricide où la Corée aurait été la victime des antagonismes entre les deux superpuissances de la guerre froide.
Séoul et Pyongyang se sont longtemps dépeintes l'une l'autre en des termes très dépréciatifs[citation nécessaire]. La circulation des citoyens nord-coréens à l'étranger est extrêmement limitée et la loi de sécurité nationale en Corée du Sud interdit aux Sud-Coréens de nouer des échanges directs, sans autorisation préalable, avec les Nord-Coréens.

### Relations avec le Japon
En politique étrangère, le Premier ministre japonais Junichiro Koizumi a rompu avec ses prédécesseurs en instaurant un dialogue avec la Corée du Nord, au risque d’irriter l’allié américain. Cette initiative était de nature à réaffirmer le rôle du Japon sur la scène diplomatique internationale, tout en mettant fin à un des derniers contentieux hérités de la capitulation japonaise à l’issue de la Seconde guerre mondiale.

### Relations avec la Chine
Pékin, en comparaison avec Moscou, a été politiquement plus proche de Pyongyang, malgré le volume croissant des échanges commerciaux entre la Corée du Sud et la Chine. En outre, la Chine a tenté une médiation entre la Corée du Nord, les États-Unis et le Japon. Elle a également lancé et promu des pourparlers tripartites entre Pyongyang, Séoul et Washington.

### Relations avec Taïwan
Les relations entre la Corée du Sud et Taïwan remontent au 4 janvier 1949, quatre mois après la création officielle du gouvernement sud-coréen. Toutefois, le 23 août 1992, les relations diplomatiques entre les deux pays sont rompues.

### Relations avec la Mongolie
Les deux pays ont établi des relations diplomatiques le 26 mars 1990. La Corée du Sud a une ambassade à Oulan-Bator et la Mongolie a une ambassade à Séoul.

### Relations avec les États-Unis
Depuis la fin des années 1980, la Corée du Sud a cherché à établir un partenariat économique avec les États-Unis. Les États-Unis sont le plus grand et le plus important partenaire commercial pour la Corée du Sud tandis que la Corée du Sud est le septième plus grand marché pour les produits des États-Unis et le deuxième marché pour ses produits agricoles.

### Relations avec la Russie
Après l'effondrement de l'Union soviétique, la Corée du Sud et la Russie ont établi des relations diplomatiques en 1991. Le président russe Vladimir Poutine s'est rendu à Séoul en février 2001 et le président sud-coréen Roh Moo-hyun s'est rendu à Moscou en septembre 2004,.

### Relations avec le Bangladesh
Le Bangladesh est le pays qui a établi à la fois des relations avec la Corée du Nord et la Corée du Sud. La Corée du Nord fait sa diplomatie officielle avec le Bangladesh en 1973 alors que la Corée du Sud ouvre son ambassade dans la capitale Dacca en 1974.

### Relations avec le Cambodge
La Corée du Sud et le Cambodge ont établi des relations diplomatiques en 1970. En 1997, les deux pays ont ouvert des ambassades officielles. En 2006, le Premier ministre cambodgien Hun Sen a visité Séoul tandis que la président sud-coréenne Roh Moo-hyun visite le Cambodge en novembre 2006.

### Relations avec l'Inde
Les relations entre la Corée du Sud et l'Inde sont très limitées, malgré beaucoup de progrès au cours des trois dernières décennies. Au cours de la crise financière asiatique de 1997, les entreprises sud-coréennes ont cherché à accroître l'accès aux marchés mondiaux et ont commencé des investissements commerciaux avec l'Inde.

### Relations avec Israël
La Corée du Sud et Israël ont établi des relations diplomatiques le 10 avril 1962. Depuis août 1968, Israël a une ambassade à Séoul.  En février 1978, Israël a fermé son ambassade à Séoul mais l'a rouverte en janvier 1992. Depuis décembre 1993, la Corée du Sud a une ambassade à Tel-Aviv.

### Relations avec le Kazakhstan
Les relations diplomatiques entre la Corée du Sud et le Kazakhstan ont été établies le 28 janvier 1992, peu après l'indépendance du Kazakhstan. Les relations bilatérales n'ont cessé de croître depuis ce temps. La coopération entre les deux nations a augmenté dans les domaines politique, économique et éducatif. La présence de 100 000 Coréens ethniques vivant au Kazakhstan (connu sous le nom de Koryo-saram) crée un lien supplémentaire entre les deux pays.

### Relations avec la Malaisie
La Malaisie a une ambassade à Séoul, tandis que la Corée du Sud a une ambassade à Kuala Lumpur. Les deux pays ont établi des relations diplomatiques en 1960.

### Relations avec la Thaïlande
Pendant la guerre de Corée, la Thaïlande a été le deuxième pays à envoyer des troupes pour soutenir la Corée du Sud, juste après les États-Unis. En octobre 2003, le président sud-coréen Roh Moo-hyun s'est rendu en Thaïlande tandis que le Premier ministre Thaksin Shinawatra s'est rendu à Séoul en novembre 2005.
La Corée du Sud est le 10e plus grand partenaire commercial, qui est sur le point d'atteindre l'échelle de 10 milliards de dollars.

### Relations avec l'Australie
- Les relations formelles ont été établies en mai 1963
- Durant la guerre de Corée, l'Australie a envoyé 17 000 soldats afin d'aider la Corée du Sud
- Le premier ministre australien, John Howard, a visité Séoul en 2000 et le président sud-coréen Kim Dae-Jung a visité la Canberra en 1999[13]
- Les liens économiques ont été renforcés tandis que la valeur des échanges commerciaux entre les deux pays a atteint 18 milliards de dollars en 2007[14]

### Relations avec Fidji
Les relations diplomatiques entre la Corée du Sud et Fidji ont été établies en 1970, lorsque Fidji est devenu indépendante. La Corée du Sud a une ambassade à Suva, tandis que Fidji a une ambassade à Séoul. Les relations entre les deux pays sont actuellement amicales et sont renforcées à l'initiative des autorités fidjiennes.

## Relations économiques
Les exportations ont été la clé de l'expansion industrielle de la Corée du Sud. Jusqu'en 1986, la valeur des importations a été plus grande que les exportations. Cette situation s'est inversée, toutefois, en 1986, lorsque la Corée du Sud a enregistré une balance commerciale favorable de 4,2 milliards de dollars. En 1988, le bon équilibre était passé à 11,4 milliards de dollars. Dans les années 1950 et 1960, une grande partie du déficit commercial a été financé par des fonds de l'aide étrangère, mais dans les deux dernières décennies, l'emprunt et l'investissement sur les marchés internationaux de capitaux ont presque totalement été remplacés par une aide économique.

## Aides, prêts, investissements
L'aide économique étrangère était indispensable au redressement du pays à la guerre de Corée dans les années 1950 et à la croissance économique dans les années 1960.
Au milieu des années 1960, l'économie de la Corée du Sud a augmenté si rapidement que les États-Unis ont décidé d'éliminer progressivement son programme d'aide à Séoul. L'assistance des États-Unis a pris fin au début des années 1970, moment à partir duquel la Corée du Sud a dû répondre à son besoin d'investissement en capital sur le marché international compétitif et de plus en plus à partir des comptes nationaux.
Au milieu des années 1980, le total des investissements directs, d'actions étrangères en Corée du Sud, a été bien plus de 1 milliard de dollars. Le fait que la Corée du Sud était si dépendante au commerce extérieur l'a rendue très vulnérable aux fluctuations du marché international. En décembre 1987, Séoul a annoncé une politique de libéralisation du marché intérieur des capitaux en 1992. Le programme a appelé à la libéralisation des fonds d'investissement étrangers.
Les Sud-Coréens ont commencé à investir à l'étranger dans les années 1980. Avant 1967, il n'y avait pratiquement pas d'investissements sud-coréens à l'étranger, mais ensuite il y a eu une croissance lente en raison du besoin de Séoul à développer des marchés d'exportation et de procurer des ressources naturelles à l'étranger. Dans les années 1970, les Sud-Coréens ont investi dans le commerce, les industries manufacturières, l'exploitation forestière et la construction.

## Politique commerciale
Séoul a déclaré en 1987 que sa politique de commerce extérieur a été structurée pour une nouvelle expansion, la libéralisation et la diversification. La croissance rapide de l'économie de la Corée du Sud dans les années 1980 conduit à une augmentation significative des exportations et des importations. En 1989, les importations ont atteint 57 milliards de dollars (en hausse de 18 % à partir de 1988), tandis que les exportations ont atteint 61 milliards de dollars, une augmentation de 2 % depuis 1988.

## Organisation internationale et le Tiers-Monde
La Corée du Sud a une place très importante dans l'Organisation des Nations unies, même si elle n'est que membre depuis 1991. Les activités de Séoul à la Conférence de coopération économique du Pacifique (PECC) ont été particulièrement remarquables. En tant que membre fondateur du PECC, la Corée du Sud a joué un rôle clé dans la libéralisation des réseaux de commerce dans toute la région du Pacifique. Pour promouvoir l'aide économique et l'expansion des échanges, Séoul a établi le Fonds de Coopération économique au développement en 1987. Par ailleurs, la Corée du Sud a signé trois accords de prêts : 13 millions de dollars pour un projet de construction de routes en Indonésie, 10 millions de dollars pour la modernisation des navires de pêche au Pérou, et 10 millions de dollars pour des projets de chemin de fer au Nigeria.

## Relations diplomatiques
La Corée du Sud n'a pas de relations diplomatiques officielles avec les pays suivants :
- Corée du Nord
- Macédoine du Nord
- Chypre du Nord
- Cuba
- République arabe sahraouie démocratique
- Syrie
- Taïwan